# Zwergdommel
Die Zwergdommel (Botaurus minutus, Synonym: Ixobrychus minutus) ist ein verborgen lebender Vogel ausgedehnter Röhrichte aus der Familie der Reiher (Ardeidae).

## Erscheinungsbild
Die Zwergdommel entspricht in ihrer Körpergröße von 27 bis 36 Zentimeter in etwa einem Eichelhäher. Sie ist damit die kleinste Reiherart, die in Mitteleuropa vorkommt. Rücken, Schultern und der Schwanz sind beim männlichen Vogel grünlich-schwarz gefiedert. Am Nacken, an der Brust sowie an der übrigen Körperunterseite ist das Gefieder von gelblicher Farbe. Das Weibchen hat ein ähnliches Gefieder, es ist jedoch weniger kontrastreich. Rücken und Schultern zeigen nicht das kontrastreiche Grünlich-Schwarz des Männchens, sondern eher ein Dunkelbraun, wie auch Hals, Brustseite und Flanken eher bräunlich sind. Im Flug wird der Hals S-förmig gekrümmt. Jungvögel haben ein hell-dunkel geflecktes Federkleid, der Rücken ist bräunlich.

## Verbreitung

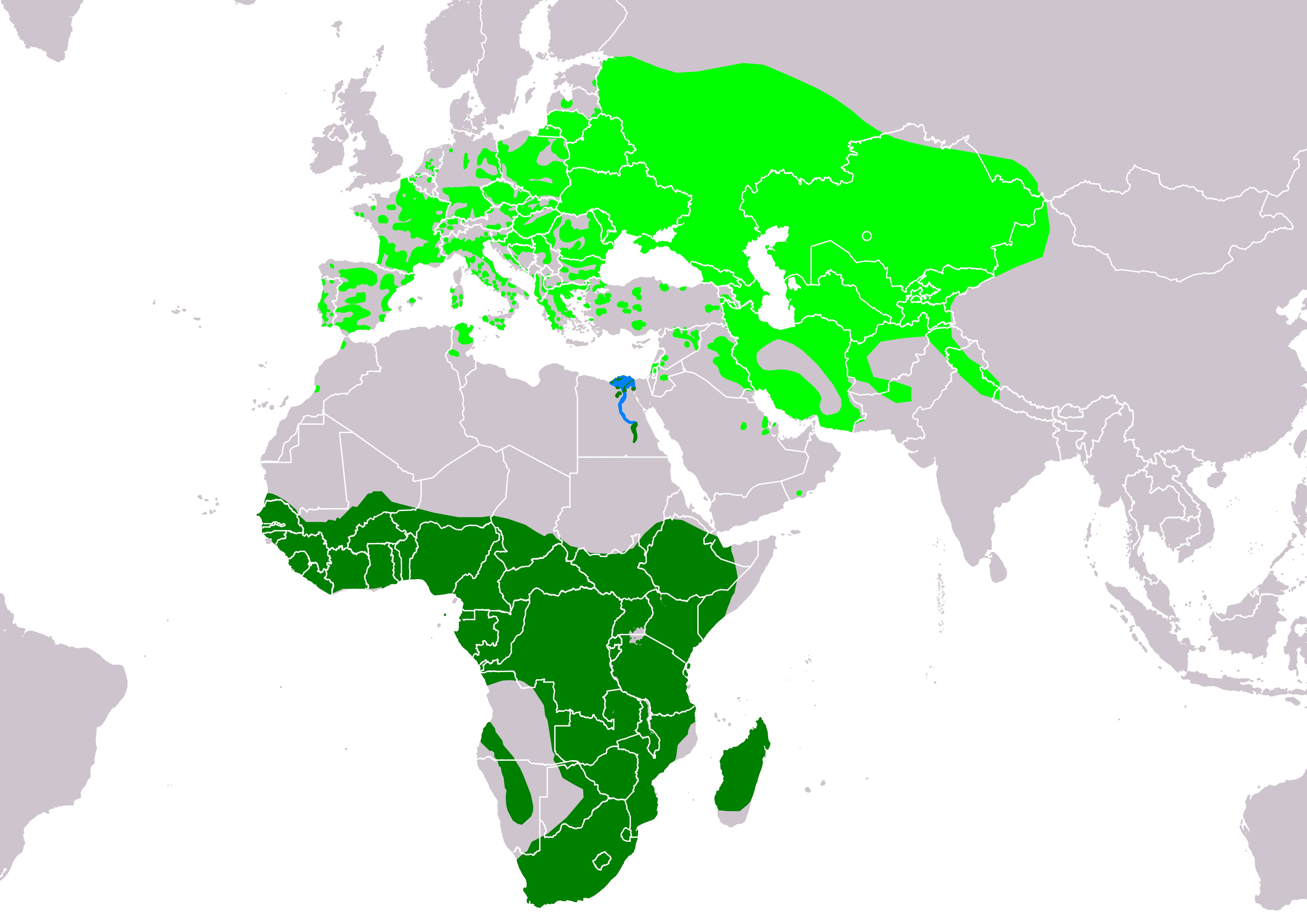
Verbreitungsgebiete der Zwergdommel
(grün = Brutgebiete, dunkelgrün = ganzjähriges Vorkommen, blau = Überwinterungsgebiete)

Zwergdommeln leben in Teilen Europas, im westlichen Asien und in Afrika südlich der Sahara. Sie sind als Zugvögel sogenannte Langstreckenzieher, denn in Europa brütende Populationen ziehen zur Überwinterung bis ins südliche Afrika.

## Lebensraum
Der Lebensraum der Zwergdommel umfasst Süßwassersümpfe, Auwälder, Torfmoore, verlassene Tongruben und ähnliche Habitate mit dichter Vegetation und hohem Schilf. Sie brütet dort vor allem in der Verlandungszone.

## Lebensweise
Die Zwergdommel ist ein scheuer Vogel, der tag- und dämmerungsaktiv ist. Er fliegt ungern auf, streicht dann meist niedrig über das Schilf und fällt nach kurzer Flugstrecke meist wieder in Deckung ein. Üblicherweise erstarrt er ähnlich wie die Rohrdommel bei Störung in einer Pfahlstellung, in der die Tarnung der schilfgelb und braun gestrichelten Brust zum Tragen kommt.
Zwergdommeln fressen Fische, Insekten, Frösche und Kaulquappen sowie Würmer und Mollusken. Diese erbeuten sie, indem sie bedächtig durch das Schilf klettern oder bewegungslos darauf warten, dass eine Beute sich zeigt.

## Gefährdungs- und Bestandssituation

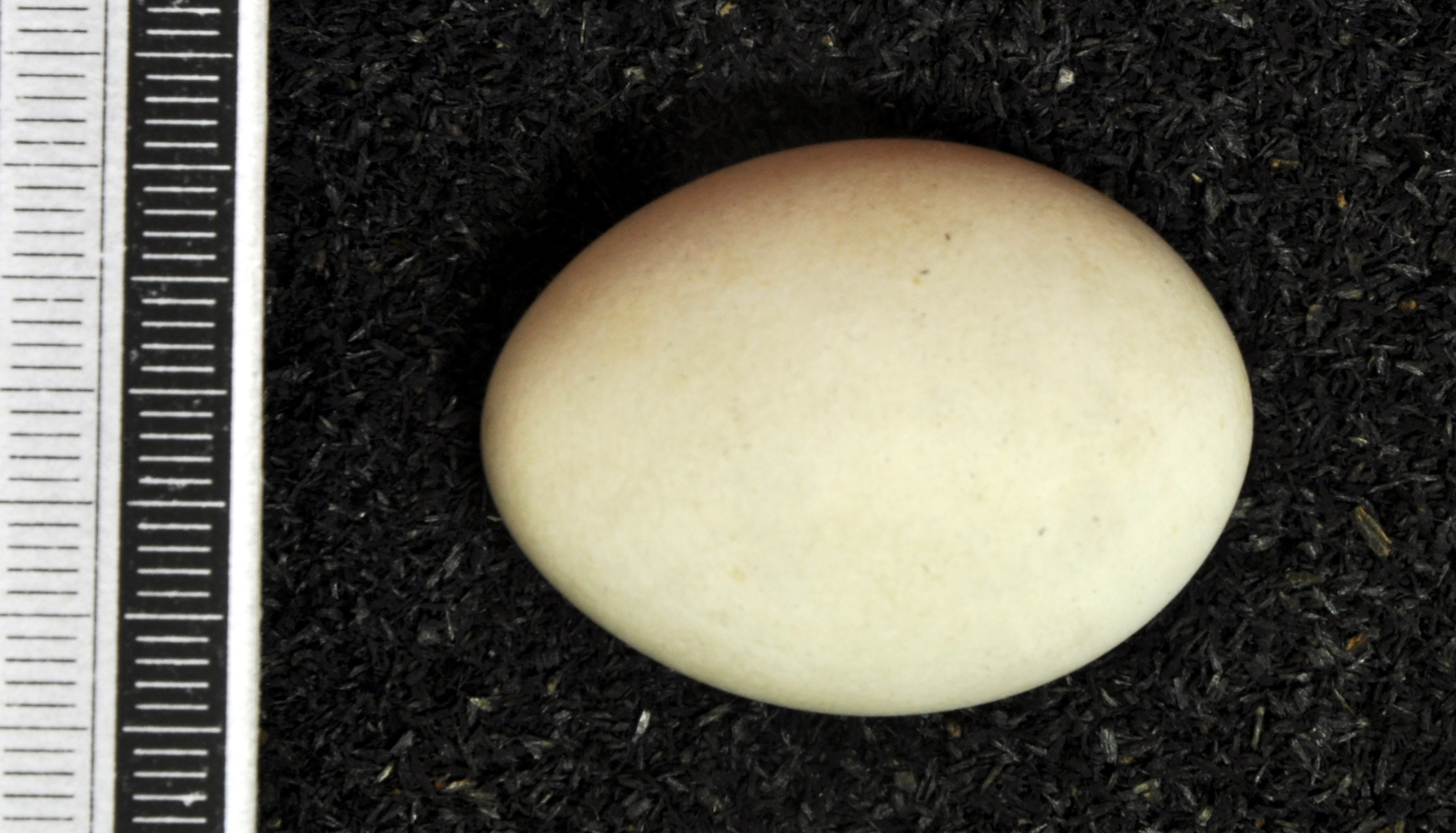
Ei, Sammlung Museum Wiesbaden

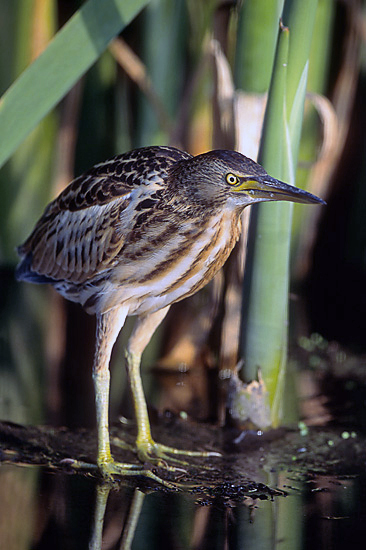
Jungvogel

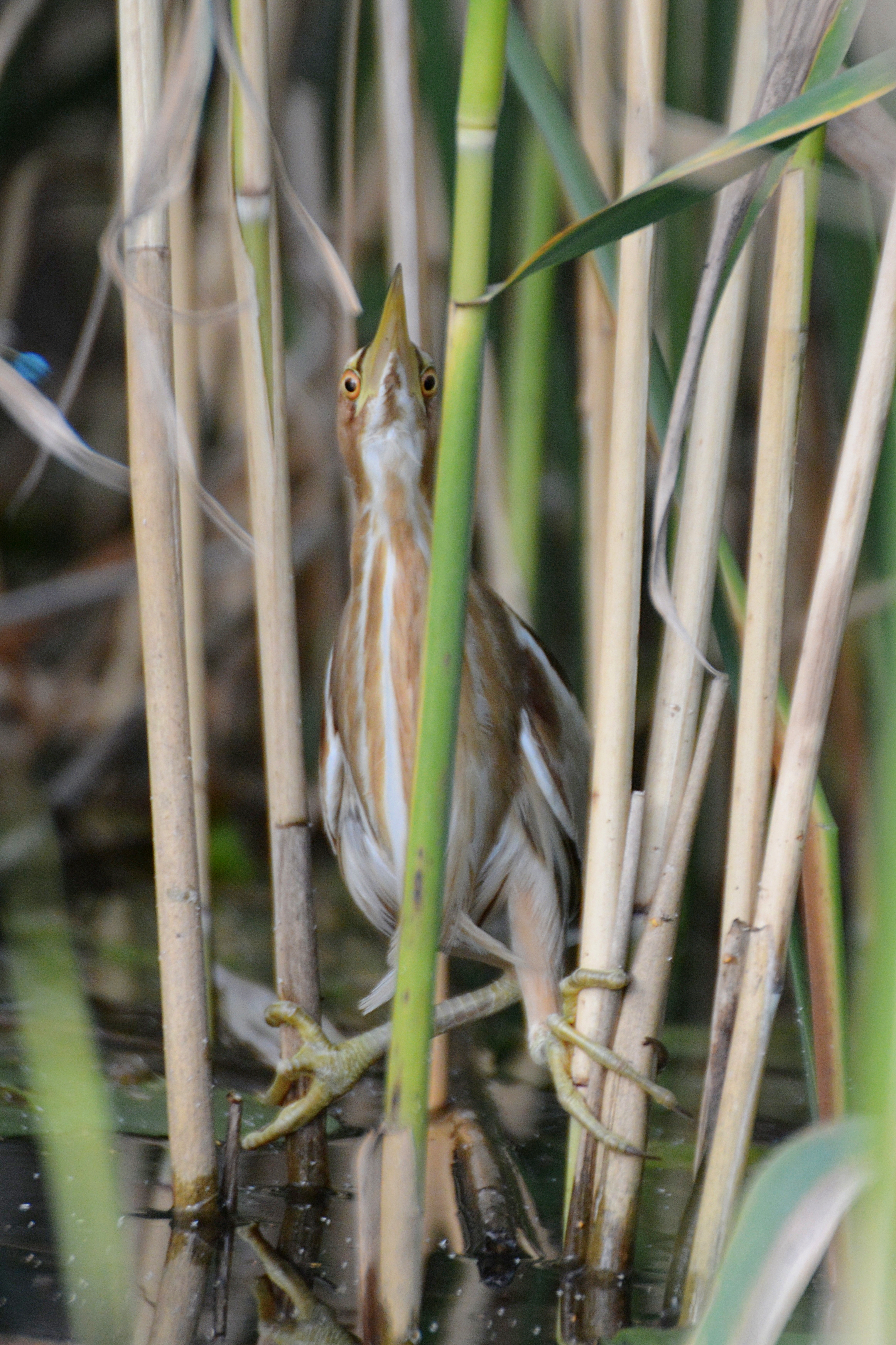
Zwergdommel in Pfahlstellung im Schilfgürtel

Die Zwergdommel wird von der Weltnaturschutzunion IUCN in der Roten Liste gefährdeter Arten geführt. Trotz des offensichtlichen Bestandsrückgangs beschreibt sie die weltweite Situation der Art als nicht gefährdet (Least Concern). Das extrem große Verbreitungsgebiet, der angenommene langsame Bestandsrückgang bei insgesamt umfangreichem Bestand sprechen gegen eine höhere Gefährdungskategorisierung. Generell sind für diese Art große Bestandsschwankungen typisch, über deren Ursache bislang jedoch nur wenig bekannt ist. So ist die Zwergdommel in vielen Brutgebieten seit Ende der 1960er Jahre teils vollständig verschwunden, ohne dass es erkennbare Habitatveränderungen gibt. Da es vergleichbare Bestandseinbrüche bei Langstreckenziehern wie Purpurreiher, Nachtreiher, Uferschwalbe und Gartenrotschwanz gibt, die wie die Zwergdommel große Wüstenflächen überqueren und in der Sahelzone rasten oder überwintern, ist es möglich, dass der Rückgang eine Folge von Trockenjahren in Afrika ist. Unter anderem trocknete der Tschadsee zeitweilig aus. In Afrika gibt es zudem einen starken Habitatverlust durch Intensivierung der Landwirtschaft.
Die Bestandssituation der Zwergdommel in Mitteleuropa ist besorgniserregend. In der Roten Liste der Brutvögel Deutschlands von 2020 wird die Art in der Kategorie 3 als gefährdet geführt. Der Brutbestand wurde 1985 auf nur noch 460 Paaren geschätzt, die jedoch so isoliert voneinander lebten, dass ein gegenseitiger Austausch wohl nicht mehr möglich ist. Für 2011 bis 2016 wird der Bestand an Brutpaaren auf 210 bis 270 geschätzt. In der Schweiz wurde der Brutbestand in den 1980er Jahren auf 45 Paare geschätzt. Der Verbreitungsschwerpunkt Mitteleuropas ist Ungarn, wo 1998 zwischen 4.000 und 6.000 Brutpaare vorkommen.
Die Ursache des Rückgangs ist vor allem der Verlust an geeigneten Lebensräumen. Sowohl Feuchtgebiete als auch Schilfbestände sind entweder zerstört oder sie unterliegen durch Wassersport, Badende und Angler einer so hohen Störung, dass sie als Brutgebiet von den Zwergdommeln nicht mehr angenommen werden.
Die Art gehört zum Anhang I der EU-Vogelschutzrichtlinie (RL 79/409/EWG). Für sie sind in der Europäischen Union Vogelschutzgebiete auszuweisen.

## Die Zwergdommel als Namensgeber
Der Asteroid des inneren Hauptgürtels (8772) Minutus ist nach der Zwergdommel benannt (wissenschaftlicher Name: Ixobrychus minutus). Zum Zeitpunkt der Benennung des Asteroiden am 2. Februar 1999 befand sich die Zwergdommel auf der niederländischen und europäischen Roten Liste gefährdeter Vögel.